# Arys (folyó)
Az Arys (kazah nyelven: Арыс, Arys) egy folyó Dél-Kazahsztánban, a Szir-darja jobb oldali mellékfolyója. A folyó 378 kilométer hosszú, és a medence területe 14 900 négyzetkilométer.

## Leírása
A folyó a Talasz Alatau gerincén ered, átlagos vízhozama másodpercenként 46,6 köbméter (1650 köbméter/s). A folyó legmagasabb vízszintje az áprilisi hóolvadás idején, a legalacsonyabb augusztusban van. 
Az Arys legnagyobb mellékfolyói a Mashat, Aksu, Boralday és a Badam. A folyó vizét annak alsó szakaszán a rizsföldek öntözésére használják. 
Az Arys folyó környékét ősidők óta emberek lakták, a Selyemúttól északra található. A környékén számos középkori vár, vagy erődítmény található, amelyek közül a legjelentősebb az Otrar-kastély.